# Qu'est-ce qu'une fonction ?

Qu'est-ce qu'une fonction ? (Was ist eine Funktion ?) est un article de Gottlob Frege, publié en 1904 en hommage à Ludwig Boltzmann.
Frege examine les deux notions proposées pour expliquer ce que dénote une fonction : la notion d'expression de calcul, et la notion de variable.